# لينارت غرين
لينارت غرين (بالسويدية: Lennart Green)‏ هو ساحر استعراضي سويدي، ولد في 25 ديسمبر 1941 في Västervik ‏ في السويد.